# Wrestling Observer Newsletter Hall of Fame
El Wrestling Observer Newsletter Hall of Fame es un salón de la fama de la lucha libre profesional creado por la revista Wrestling Observer Newsletter en 1996. Al igual que otros salones de la fama de otras promociones de lucha libre profesional, como los de WWE, TNA/Impact, y AAA, el Hall of Fame del Wrestling Observer Newsletter no son un lugar físico. Sin embargo, es un lugar honorable y respetado en el mundo de la lucha libre. Cada año, Dave Meltzer realiza una encuesta para seleccionar a los nuevos «ingresados» del WON Hall of Fame. La Pro Wrestling Illustrated ha adoptado el WON Hall of Fame como propio.

## Miembros
Nota: † indica que los luchadores fueron introducidos con carácter póstumo.

### 1996-2015
| Nombre                                                               | Logros y notas |
| -------------------------------------------------------------------- | --- |
| Hall of Fame                                                         | |
| Abdullah the Butcher                                                 | Ver lista- NWA Central States Tag Team Championship (1 vez) - WWC Puerto Rico Heavyweight Championship (3 veces) - WWC Universal Heavyweight Championship (5 veces) |
| Perro Aguayo                                                         | Ver lista- Campeonato de Campeón de Campeones de la AAA (1 vez) - IWC World Heavyweight Championship (1 vez) - Mexican National Heavyweight Championship (1 vez) - Mexican National Tag Team Championship (2 veces) - Rey de Reyes: 1998 - WWF Intercontinental Tag Team Championship (1 vez) - WWF Light Heavyweight Championship (7 veces) - WWC World Junior Heavyweight Championship (1 vez) |
| André the Giant †                                                    | Ver lista- WWF World Heavyweight Championship (1 vez) - WWF Tag Team Championship (1 vez) |
| Bert Assirati †                                                      | Ver lista- Luchador profesional Británico |
| Jim Barnett                                                          | Ver lista- Promotor de lucha libre |
| Giant Baba                                                           | Ver lista- NWA World Heavyweight Championship (3 veces) |
| Red Berry †                                                          | Ver lista- NWA World Light Heavyweight Championship (9 veces) - NWA Texas Heavyweight Championship (2 veces) |
| The destroyer                                                        | Ver lista- WWA World Heavyweight Championship (3 veces) - AWA World Heavyweight Championship (1vez) |
| Freddie Blassie                                                      | Ver lista- NWA Southern Heavyweight Championship (14 veces) - NAWA/WWA World Heavyweight Championship (4 veces) |
| Blue Demon                                                           | Ver lista- Mexican National Welterweight Championship (3 veces) - NWA World Welterweight Championship (2 veces). - También protagonizó distintas películas |
| Nick Bockwinkel                                                      | Ver lista- AWA World Heavyweight Championship (6 veces) - AWA World Tag Team Championship (3 veces) - NWA World Tag Team Championship (2 veces) |
| Paul Boesch †                                                        | Ver lista- Promotor de National Wrestling Alliance |
| Bobo Brazil                                                          | Ver lista- NWA United States Heavyweight Championship (1 vez) |
| Jack Brisco                                                          | Ver listaNWA World Heavyweight Championship (2 veces) - NWA World Tag Team Championship (3 veces) - NWA National Heavyweight Championship (1 vez) |
| Bruiser Brody †                                                      | Ver lista- WCWA World Heavyweight Championship (3 veces) - PWF World Tag Team Championship (1 vez) |
| Mildred Burke †                                                      | Ver lista- NWA World Women's Championship (1 vez) - WWWA World Heavyweight Championship (1 vez) - Fundadora de la World Women's Wrestling Association |
| El Canek                                                             | Ver lista- UWA World Heavyweight Championship (15 veces) - CMLL World Tag Team Championship (1 vez) - CMLL World Trios Championship (1 vez) |
| Negro Casas                                                          | Ver lista- UWA World Lightweight Championship (1 vez) - UWA World Middleweight Championship (1 vez) |
| Riki Choshu                                                          | Ver lista- PWF World Heavyweight Championship (1 vez) - IWGP Heavyweight Championship (3 veces) - IWGP Tag Team Championship (3 veces) |
| Jim Cornette                                                         | Ver lista- Fundador de la Smoky Mountain Wrestling - Trabajo de mánager en grandes empresas como National Wrestling Alliance, World Championship Wrestling y World Wrestling Federation |
| The Crusher                                                          | Ver lista- AWA World Heavyweight Championship (3 veces) - AWA World Tag Team Championship (9 veces) - WWA World Tag Team Championship (6 veces) |
| Ted DiBiase                                                          | Ver lista- NWA/Mid-South North American Heavyweight Championship (5 veces) - PWF World Tag Team Championship (1 vez) - NWA National Heavyweight Championship (2 veces) - WWF World Tag Team Championship (3 Veces) |
| Dick the Bruiser †                                                   | Ver lista- AWA World Heavyweight Championship (1 vez) - AWA World Tag Team Championship (5 veces) |
| Alfonso Dantés                                                       | Ver lista- NWA Light Heavyweight Championship (5 Veces) - Mexican National Heavyweight Championship (2 Veces) - Mexican National Light Heavyweight Championship (3 veces) |
| The Dusek Family - Ernie Dusek - Emil Dusek - Rudy Dusek - Joe Dusek | Ver lista- NWA World Tag Team Championship Central States Version (3 veces) - NWA World Tag Team Championship San Francisco Version (1 Vez) |
| Dynamite Kid                                                         | Ver listaAll Asian Tag Team Championship (1 vez) - Stampede North American Heavyweight Championship (1 vez) - WWF Tag Team Championship (1 Vez) |
| The Fabulous Kangaroos - Al Costello - Roy Heffernan - Don Kent      | Ver lista- NWA United States Tag Team Championship (3 Veces) - NWA World Tag Team Championship (3 veces) |
| Jackie Fargo                                                         | Ver lista- NWA World Tag Team Championship Mid-America version (10 Veces) - NWA Southern Tag Team Championship Mid-America version (22 Veces) |
| Ric Flair                                                            | Ver lista- WWF Championship (2 veces) - NWA World Heavyweight Championship (8 veces) - WCW World Heavyweight Championship (6 veces) |
| Tatsumi Fujinami                                                     | Ver lista- IWGP Heavyweight Championship (6 veces) - NWA World Heavyweight Championship (1 vez) - WWF Junior Heavyweight Championship (1 vez) |
| Dory Funk †                                                          | Ver lista- NWA World Junior Heavyweight Championship (1 vez) - NWA North American Heavyweight Championship Múltiples veces. - Promotor de la National Wrestling Alliance |
| Dory Funk, Jr.                                                       | Ver lista- NWA World Heavyweight Championship (1 vez) - NWA Mid-Atlantic Heavyweight Championship (2 veces) - NWA Florida Heavyweight Championship(3 veces) |
| Terry Funk                                                           | Ver lista- NWA World Heavyweight Championship (1 vez) - ECW World Heavyweight Championship (2 veces) - WWF Tag Team Championship (1 vez) |
| Verne Gagne                                                          | Ver lista- Fundador de la American Wrestling Association - AWA World Heavyweight Championship (10 veces) |
| Cavernario Galindo                                                   | Ver lista- Mexican Light Heavyweight Championship (1 vez) - Protagonizó distintas películas |
| Ed Don George †                                                      | Ver lista- World Heavyweight Wrestling Championship (2 veces) - Boston's AWA World Heavyweight Championship (1 vez) |
| Gorgeous George †                                                    | Ver lista- NWA Southern Heavyweight Championship (1 vez) - NWA Southeastern Heavyweight Championship (1 vez) - Boston's AWA World Heavyweight Championship (1 vez) |
| Frank Gotch †                                                        | Ver lista- World Heavyweight Wrestling Championship (1 vez) - American Heavyweight Championship (3 veces) |
| Karl Gotch                                                           | Ver lista- IWA World Heavyweight Championship (1 vez) - WWF World Tag Team Championship (1 vez) - Ohio's AWA World Heavyweight Championship (1 vez) |
| Billy Graham                                                         | Ver lista- WWF World Heavyweight Championship (1 vez) - NWA World Tag Team Championship (2 veces) versión de San Francisco |
| Eddie Graham †                                                       | Ver lista- NWA World Tag Team Championship (7 veces) - NWA United States Tag Team Championship (4 veces) - Presidente de la National Wrestling Alliance |
| René Guajardo †                                                      | Ver lista- Luchador professional Mexicano |
| Gory Guerrero                                                        | Ver listaNWA World Welterweight Championship (1 vez) - NWA World Middleweight Championship (1 vez) - Mexican National Middleweight Championship (1 vez) |
| Georg Hackenschmidt †                                                | Ver lista- European Greco-Roman Heavyweight Championship (1 vez) - World Heavyweight Wrestling Championship (1 vez) - Considerado el primer luchador. |
| Stan Hansen                                                          | Ver lista- Triple Crown Heavyweight Championship (4 veces) - AWA World Heavyweight Championship (1 vez) |
| Bret Hart                                                            | Ver lista- WWF Championship (5 veces) - WWF Tag Team Championship (2 veces) - WCW World Heavyweight Championship (2 veces) |
| Stu Hart                                                             | Ver lista- Luchador, promotor y considerado como uno de los más importantes entrenadores de lucha libre |
| Bobby Heenan                                                         | Ver lista- Mánager en la American Wrestling Association, Georgia Championship Wrestling, y World Wrestling Federation Además de ejercer de comentarista en esta última y también en la World Championship Wrestling |
| Danny Hodge                                                          | Ver lista- NWA World Junior Heavyweight Championship (7 veces) |
| Hulk Hogan                                                           | Ver lista- WWE World Heavyweight Championship (6 Veces) - WCW World Heavyweight Championship (6 Veces) |
| Antonio Inoki                                                        | Ver lista- All Asia Tag Team Championship (3 veces) - NWA International Tag Team Championship (4 veces) - IWGP Heavyweight Championship (1 vez) - Fundador de la New Japan Pro Wrestling |
| Rayo de Jalisco, Sr.                                                 | Ver lista- Mexican National Tag Team Championship (2 Veces) - Protagonizó distintas películas |
| Tom Jenkins †                                                        | Ver lista- American Heavyweight Championship (3 Veces) |
| Don Leo Jonathan                                                     | Ver lista- NWA Canadian Tag Team Championship (15 veces) - Omaha's World Heavyweight Championship (2 veces) |
| Gene Kiniski                                                         | Ver lista- AWA World Heavyweight Championship (1 vez) - NWA World Heavyweight Championship (1 vez) - WWA World Heavyweight Championship (1 vez) |
| Fred Kohler †                                                        | Ver lista- Promotor de pequeños eventos de Lucha Libre y House Shows en Chicago, Illinois |
| Killer Kowalski                                                      | Ver lista- IWA World Heavyweight Championship (6 veces) - WWF World Tag Team Championship (1 vez) |
| Ernie Ladd                                                           | Ver lista- Mid-South North American Heavyweight Championship (4 Veces) - WWA World Heavyweight Championship (1 vez) - NWF Heavyweight Championship (1 vez) |
| Dick Lane †                                                          | Ver lista- Comentarista de eventos de lucha libre en el sur de California |
| Jerry Lawler                                                         | Ver lista- AWA World Heavyweight Championship (1 vez) - USWA Unified World Heavyweight Championship (27 veces) - Memphis Wrestling Southern Heavyweight Championship (40 veces) |
| Ed Lewis †                                                           | Ver lista- World Heavyweight Wrestling Championship (5 veces) |
| Jim Londos †                                                         | Ver lista- World Heavyweight Wrestling Championship (1 vez) - NWA World Heavyweight Championship (1 vez) |
| Salvador Lutteroth †                                                 | Ver lista- Fundador de la CMLL |
| Akira Maeda                                                          | Ver lista- Compitió en Europa y Asia - Fundador de la Fighting Network Rings |
| Devil Masami                                                         | Ver lista- Luchadora Japonesa |
| Mil Máscaras                                                         | Ver lista- NWA Americas Heavyweight Championship (4 veces) - Mexican National Light Heavyweight Championship (2 veces) - Georgia's IWA World Heavyweight Championship (1 vez) |
| Dump Matsumoto                                                       | Ver lista- Consiguió una gran cantidad de títulos en parejas con Bull Nakano |
| Earl McCready †                                                      | Ver lista- NWA British Empire Heavyweight Championship (2 veces) |
| Leroy McGuirk †                                                      | Ver lista- NWA World Junior Heavyweight Championship (1 veces) - World Light Heavyweight Championship (2 veces) |
| Vincent J. McMahon †                                                 | Ver lista- Fundador de la WWE |
| Vincent McMahon                                                      | Ver lista- Actual dueño de la WWE - WWF Championship (1 vez) - ECW World Championship (1 vez) |
| Danny McShain †                                                      | Ver lista- World Light Heavyweight Championship (11 veces) - NWA Texas Heavyweight Championship (9 veces) |
| Ray Mendoza                                                          | Ver lista- NWA World Light Heavyweight Championship (6 veces) - UWA World Light Heavyweight Championship (4 veces) |
| Mitsuharu Misawa                                                     | Ver lista- Triple Crown Heavyweight Championship (5 veces) - Fundador de la Pro Wrestling NOAH |
| Joe "Toots" Mondt †                                                  | Ver lista- Fundador de la World Wide Wrestling Federation |
| Sam Muchnick                                                         | Ver lista- Fundador de la National Wrestling Alliance |
| Bronko Nagurski †                                                    | Ver lista- NWA World Heavyweight Championship (2 veces) |
| Pat O'Connor †                                                       | Ver lista- AWA World Heavyweight Championship (1 vez) - NWA World Heavyweight Championship (1 vez) |
| Kintaro Oki                                                          | Ver lista- All Asia Heavyweight Championship (4 veces) - NWA International Heavyweight Championship (1 vez) |
| Atsushi Onita                                                        | Ver lista- Fundador de la Frontier Martial-Arts Wrestling |
| Pat Patterson                                                        | Ver lista- NWA World Tag Team Championship San Francisco version (11 veces) - AWA World Tag Team Championship (1 vez) - WWF Intercontinental Championship (1 vez) |
| Antonio Peña                                                         | Ver lista- Fundador de la Asistencia Asesoría y Administración |
| John Pesek                                                           | Ver lista- NWA World Heavyweight Championship (1 vez) |
| Roddy Piper                                                          | Ver lista- NWA/WCW United States Heavyweight Championship (3 veces) - WWF Intercontinental Championship (1 vez) |
| Harley Race                                                          | Ver lista- NWA World Heavyweight Championship (8 veces) |
| Dusty Rhodes                                                         | Ver lista- NWA World Heavyweight Championship (3 veces) - NWA Florida Heavyweight Championship (10 veces) |
| Rikidōzan †                                                          | Ver lista- NWA International Heavyweight Championship (1 vez) - NWA World Tag Team Championship (1 vez) - All Asia Tag Team Championship (4 veces) |
| The Road Warriors - Hawk - Animal                                    | Ver lista- AWA World Tag Team Championship (1 vez) - NWA World Tag Team Championship (1 vez) - WWF Tag Team Championship (2 veces) |
| Yvon Robert †                                                        | Ver lista- NWA World Heavyweight Championship (1 vez) |
| Billy Robinson                                                       | |
| Antonino Rocca †                                                     | Ver lista- NWA North American Tag Team Championship (1 vez) - WWWF International Heavyweight Championship (1 vez) |
| Buddy Rogers †                                                       | Ver lista- NWA World Heavyweight Championship (1 vez) - WWE World Heavyweight Championship (1 vez) |
| Lance Russell                                                        | - Comentarista y anunciador de la WCW |
| Bruno Sammartino                                                     | Ver lista- WWE World Heavyweight Championship (2 veces) - WWWF United States Tag Team Championship (1 vez) - WWA World Tag Team Championship (1 vez) |
| Billy Sandow †                                                       | Ver lista- Mánager de Ed Lewis |
| El Santo †                                                           | Ver lista- Mexican National Welterweight Championship (2 veces) - Mexican National Middleweight Championship (4 veces) - Mexican National Light Heavyweight Championship (1 vez) |
| Jackie Sato                                                          | Ver lista- WWWA World Heavyweight Championship (2 veces) |
| Randy Savage                                                         | Ver lista- WWF Championship (2 veces) - WWF Intercontinental Championship (1 vez) - WCW World Heavyweight Championship (4 veces) |
| The Sheik                                                            | Ver lista- NWA United States Heavyweight Championship Detroit version (12 veces) - NWA Americas Heavyweight Championship (2 veces) - Fundador de Big Time Wrestling |
| Dr. Wagner Sr                                                        | Ver lista- Luchador profesional |

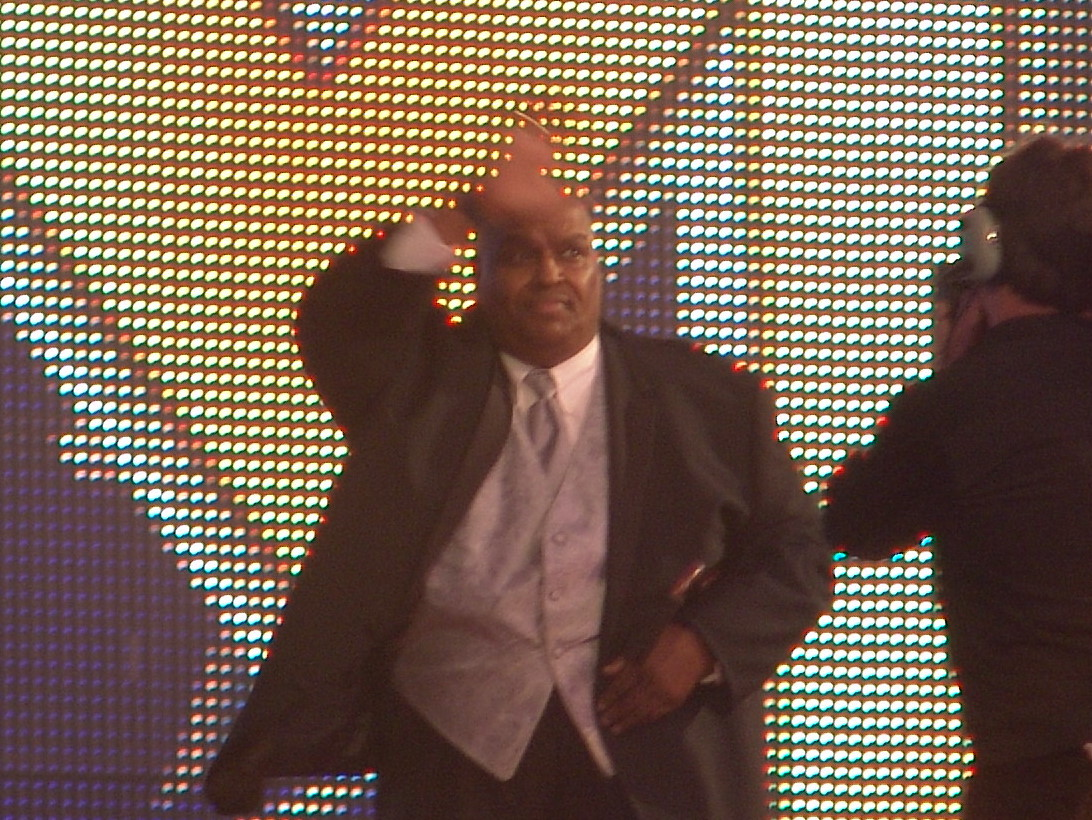
Abdullah the Butcher
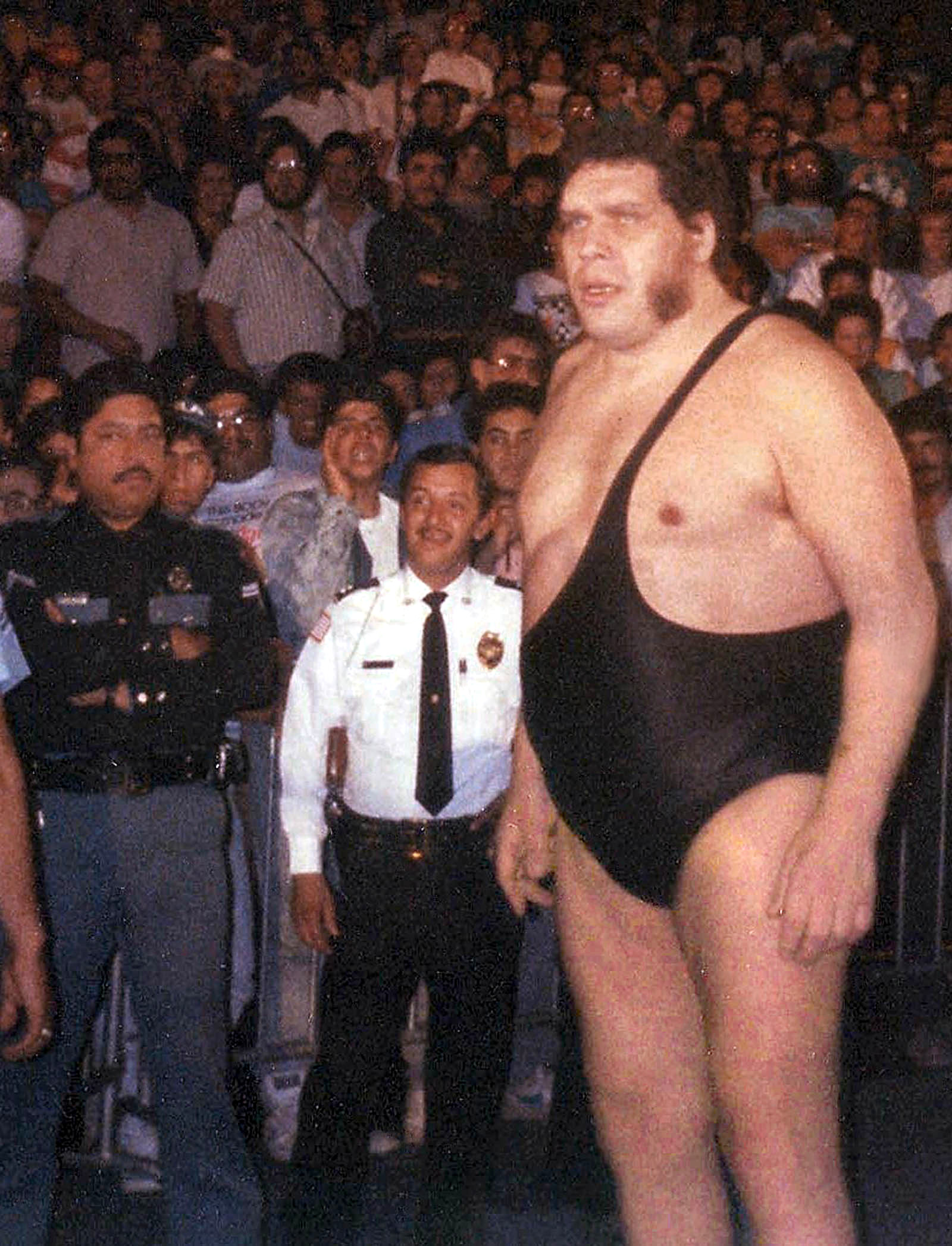
A. The Giant
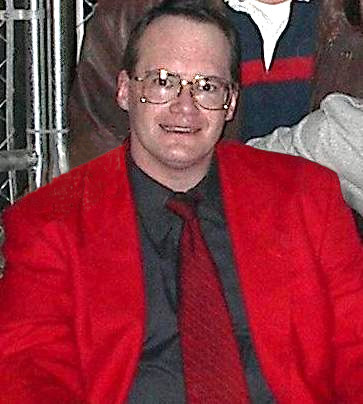
Jim Cornette
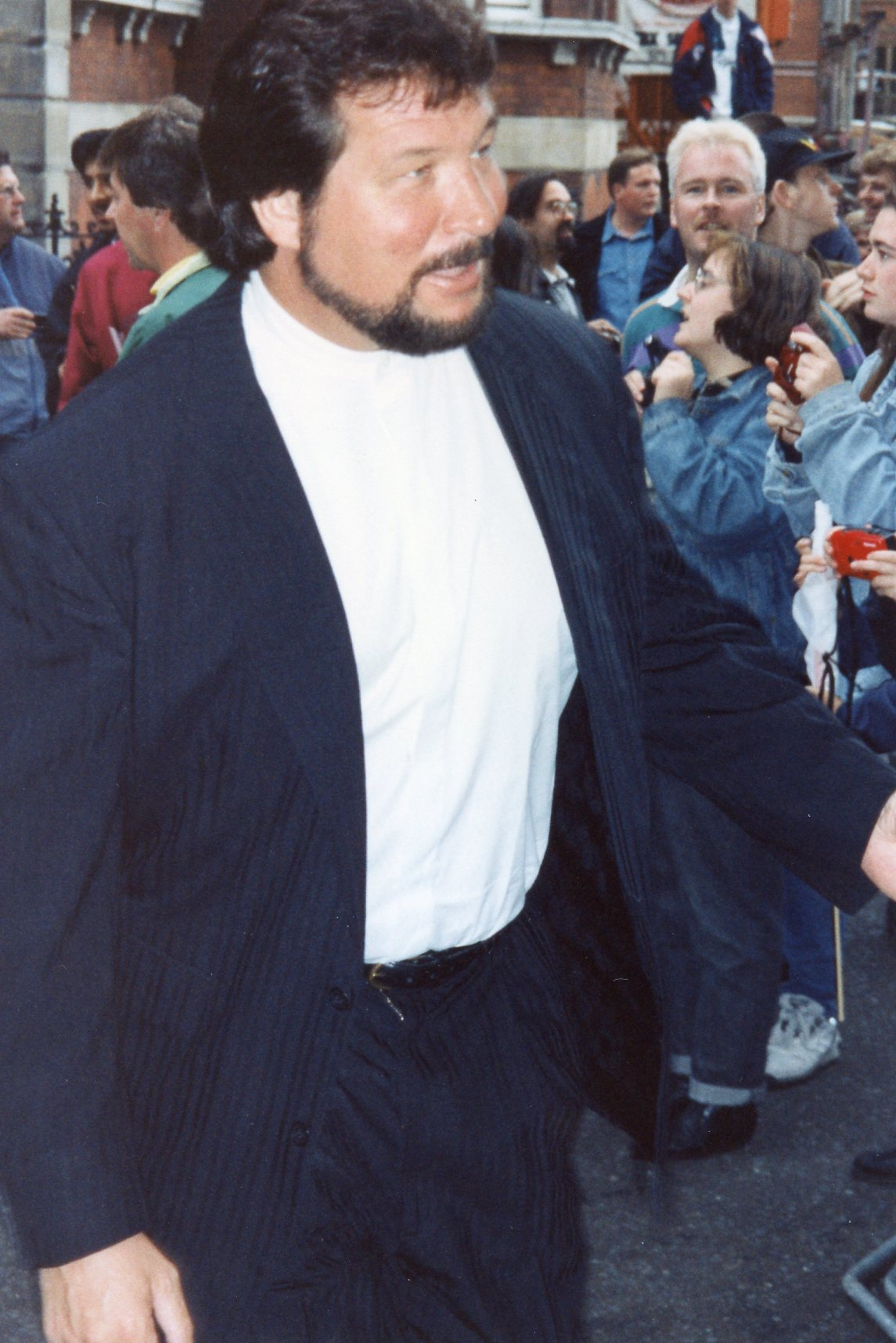
Ted DiBiase
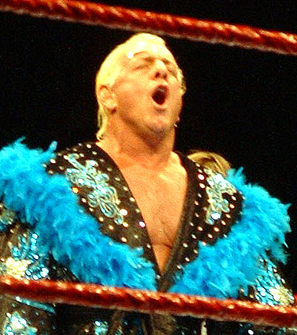
Ric Flair
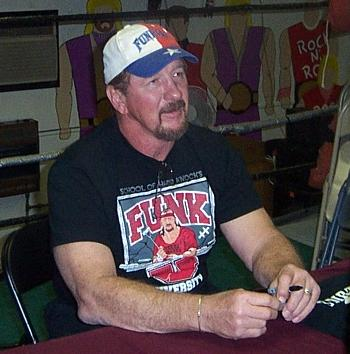
Terry Funk
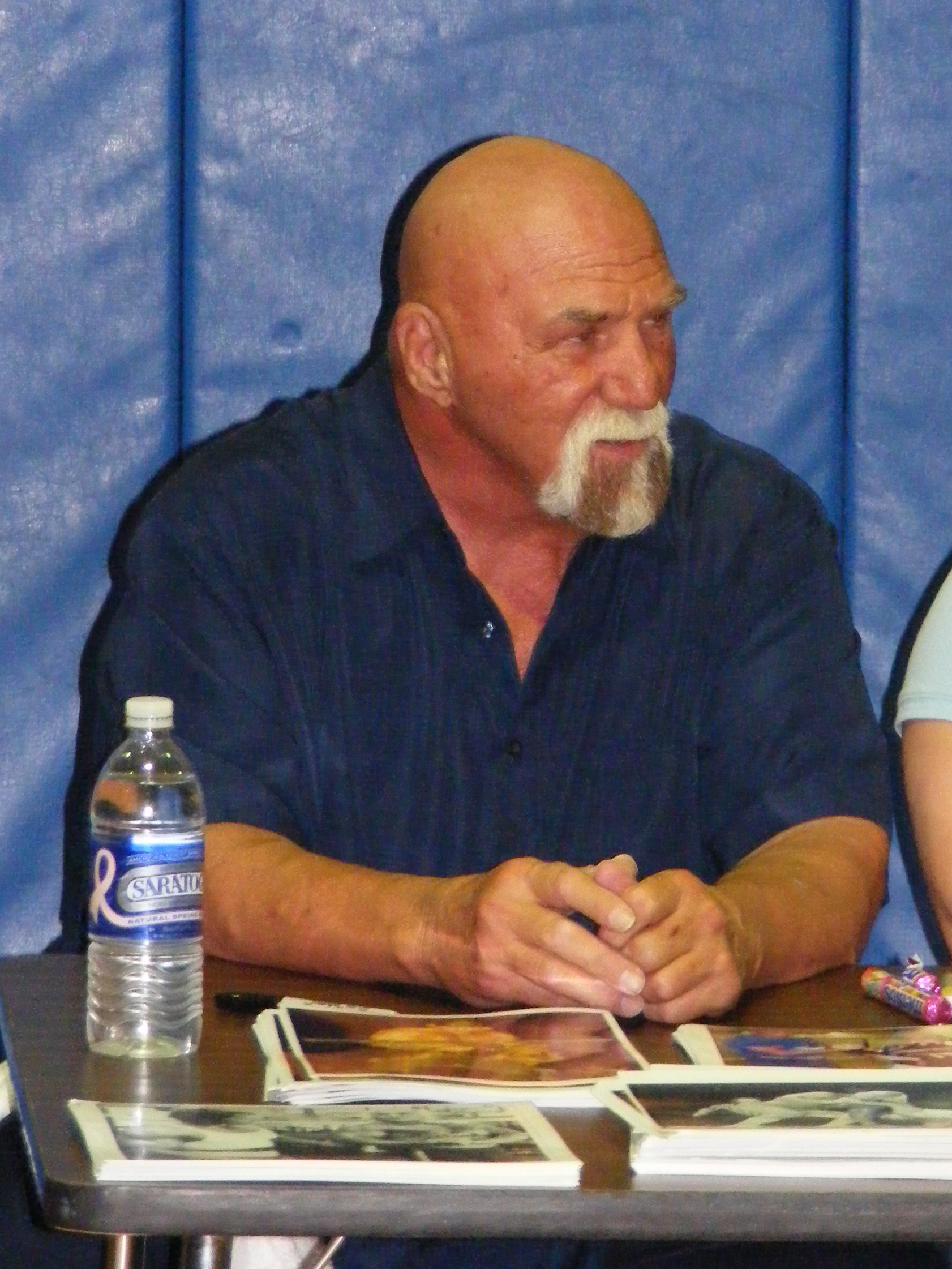
Billy Graham
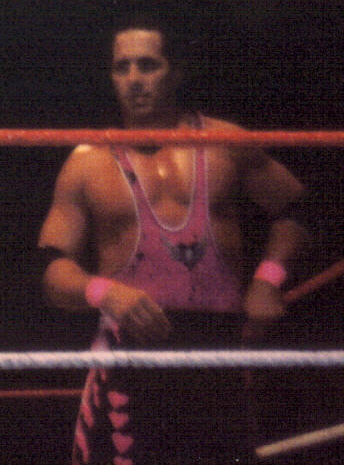
Bret Hart
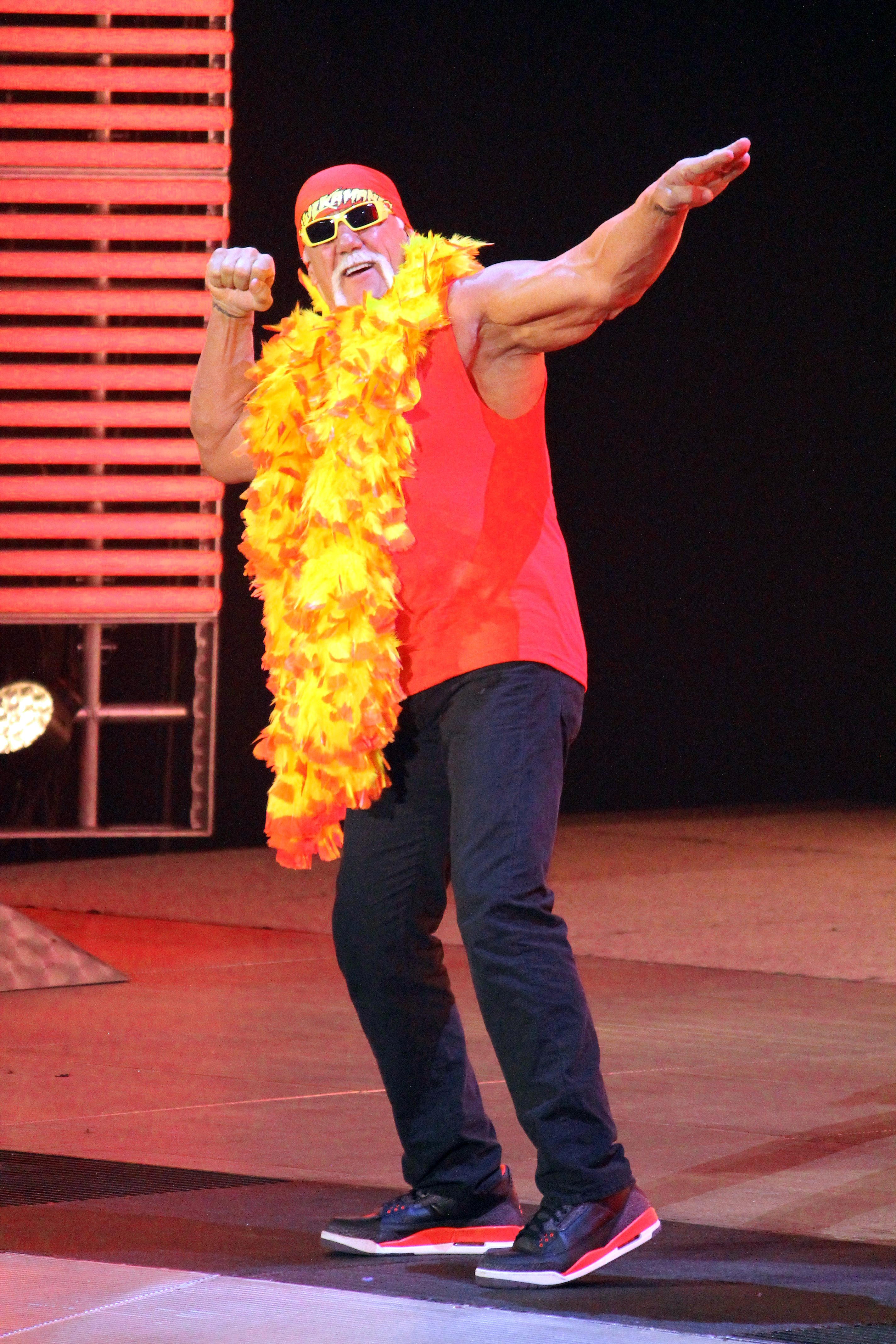
Hulk Hogan
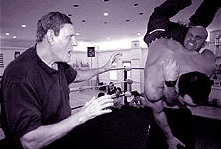
Killer Kowalski
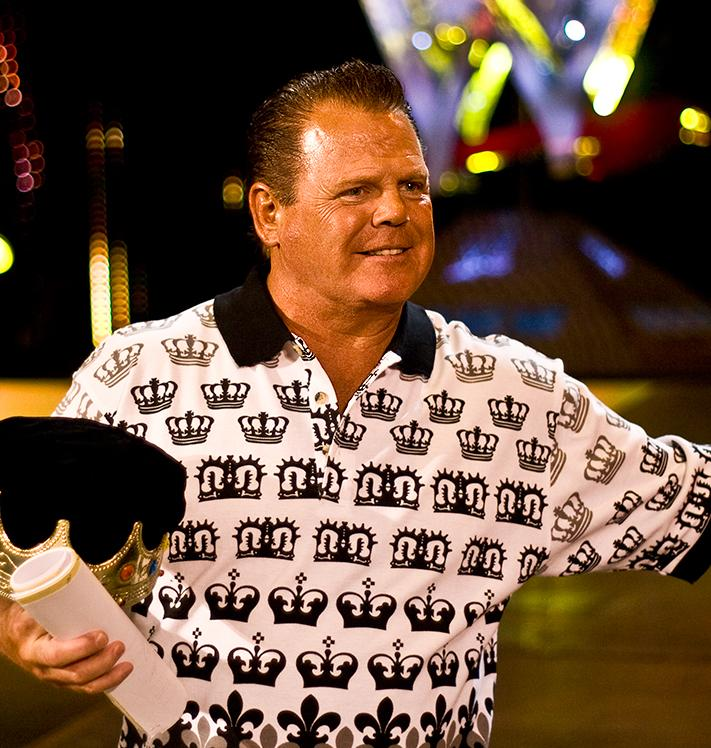
Jerry Lawler
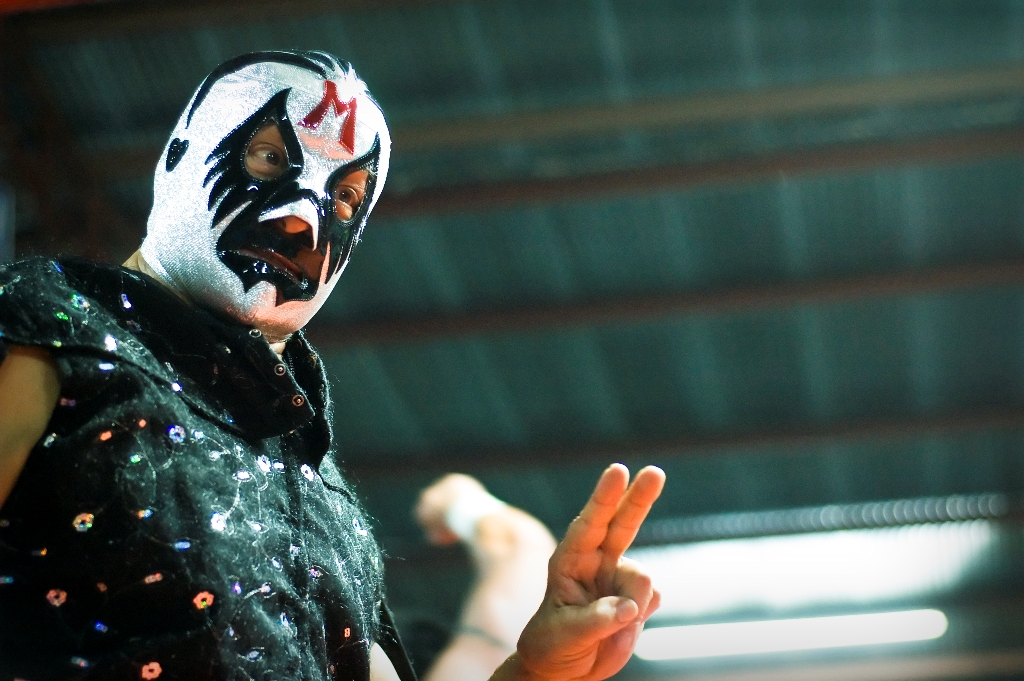
Mil Máscaras
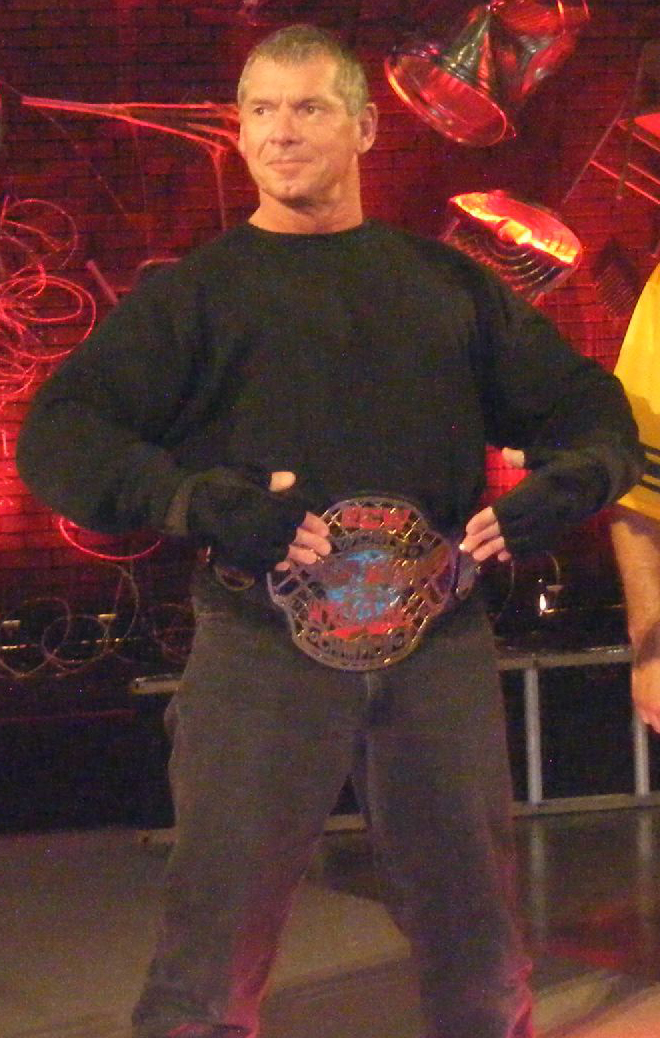
Vince McMahon
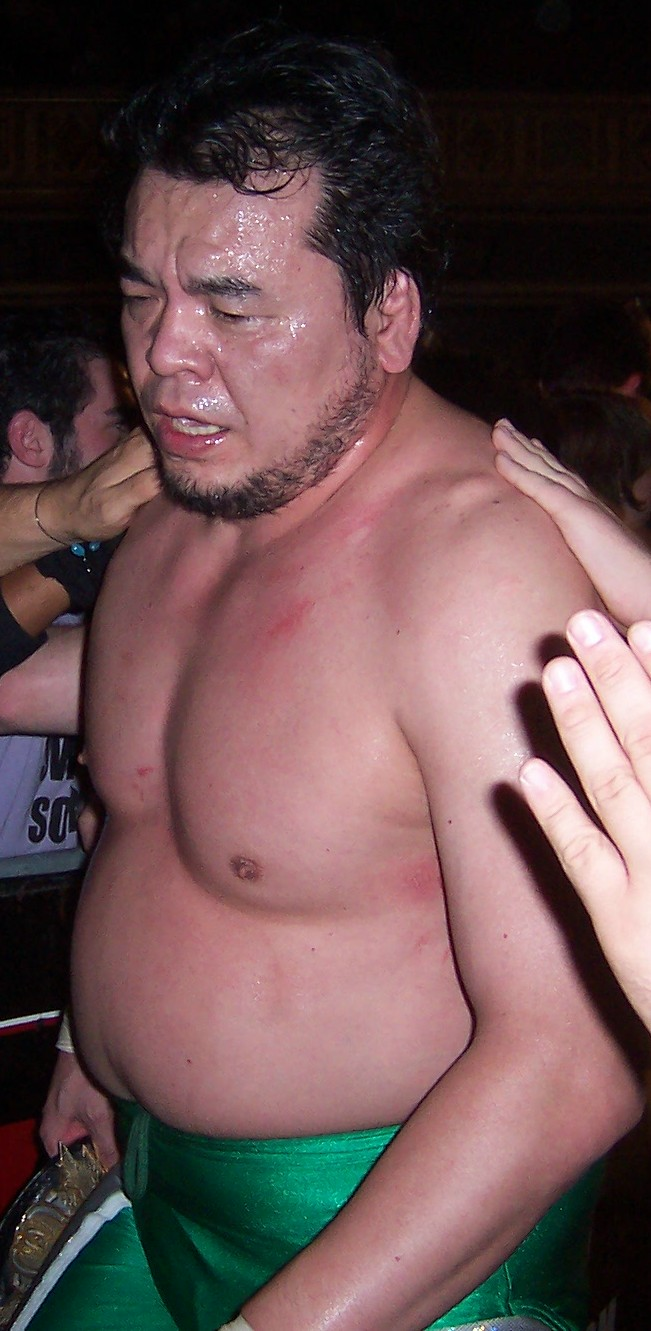
Mitsuharu Misawa
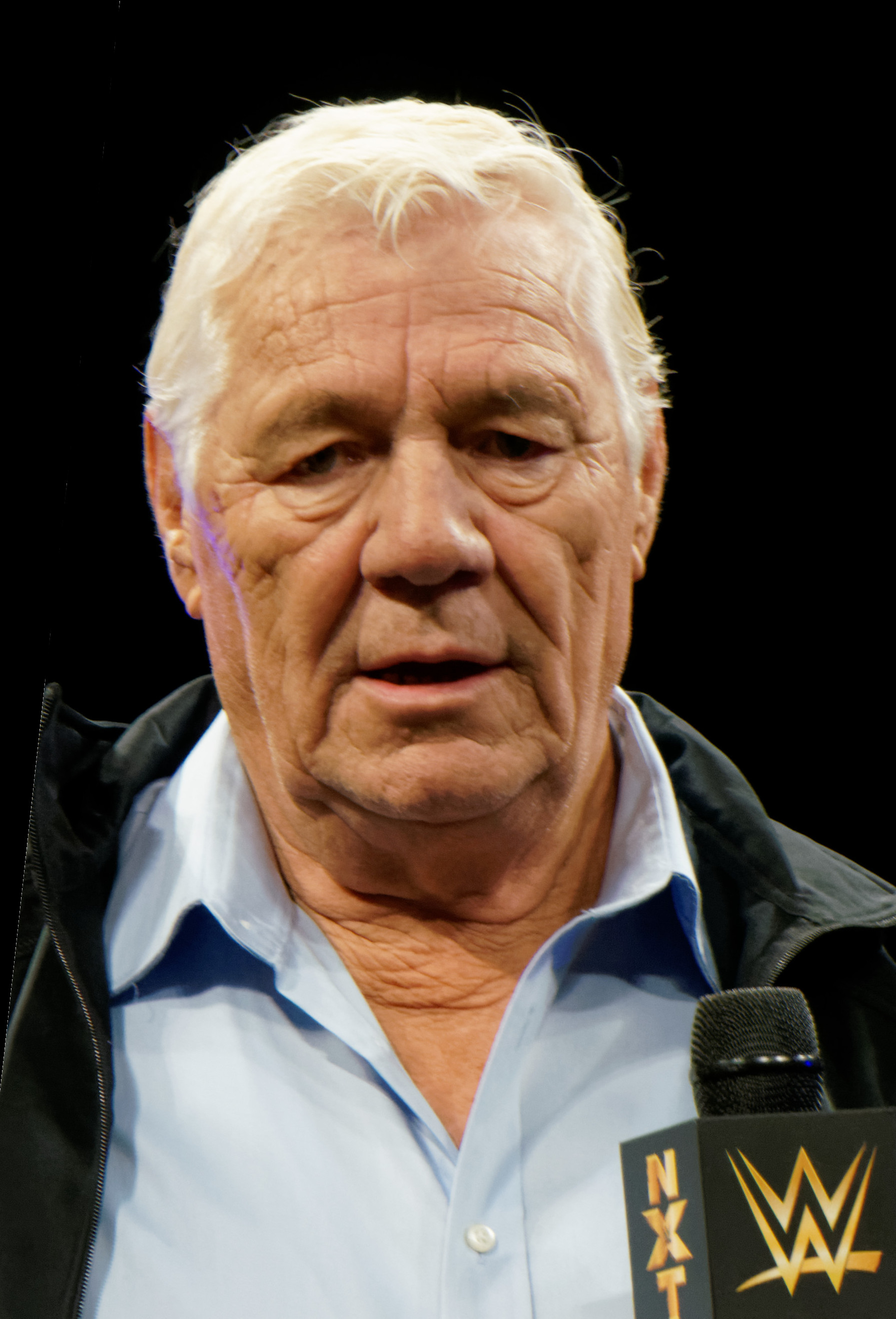
Pat Patterson
Roddy Piper
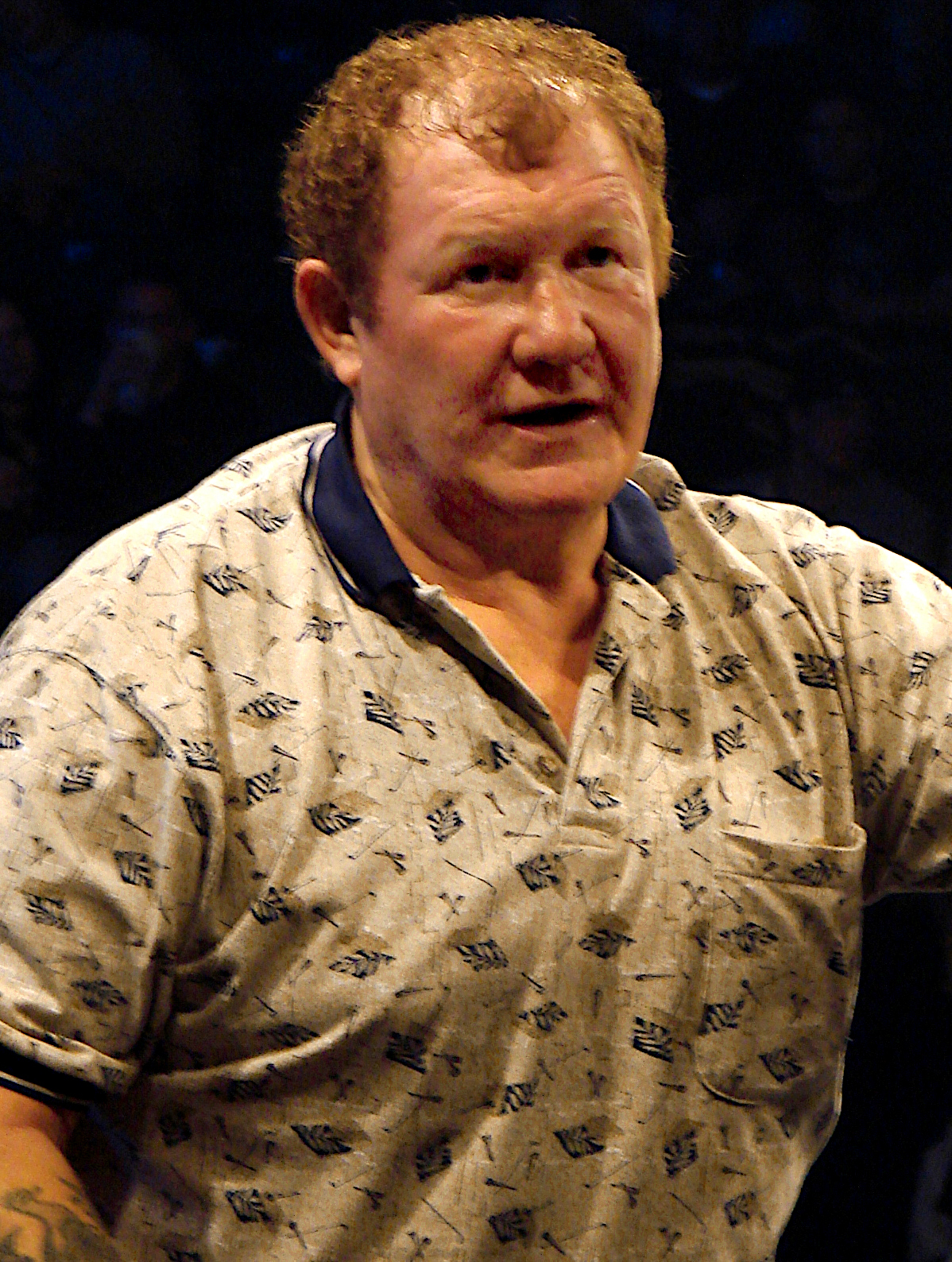
Harley Race
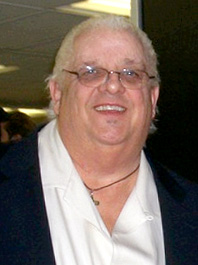
Dusty Rhodes.